# Вади-эль-Кильт
Вади-эль-Кильт (Эль-Кильт, Эль-Мадбах, Нахаль-Перат, ивр. נחל פרת‎, араб. وادي القلط‎) — вади на Западном берегу реки Иордан. Длина — 45 км.
Начинается в северных окрестностях Иерусалима, пересекает с запада на восток Иудейскую пустыню и впадает справа в Иордан за городом Иерихон.
В Иерихоне принимает левый приток — Эль-Маккук. В бассейне вади расположены источники Айн-Фара, Айн-эль-Фаввар и Айн-эль-Кильт.

## История

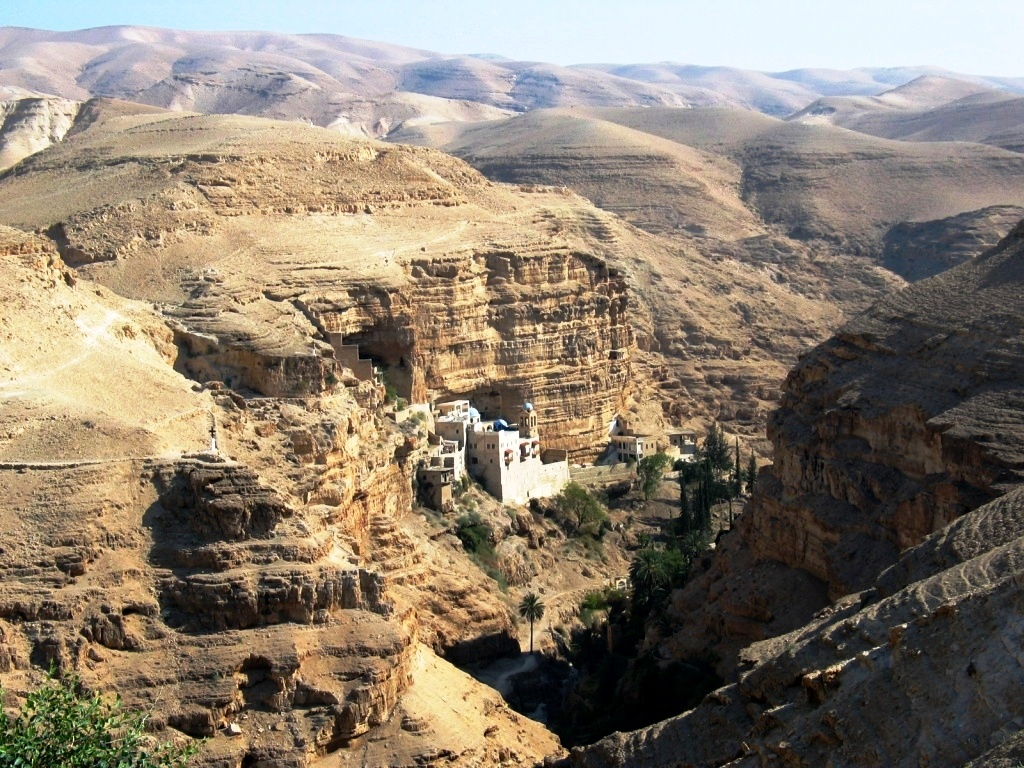
Монастырь святого Георгия Хозевита в ущелье Вади-эль-Кильт

В ущелье вади расположен монастырь Святого Георгия Хозевита, одна из старейших синагог в мире, синагога Шалом-эль-Исраэль, а также Фаранская лавра (самый древний сохранившийся в Палестине мужской монастырь, основанный преподобным Харитоном Исповедником в 330-х годах в пещере, в которую он был приведён разбойниками).
Район Вади-эль-Кильт был захвачен Израилем в ходе Шестидневной войны. Часть вади была объявлена заповедником, который называется «Нахаль-Прат».